# Rue Monulphe
La rue Monulphe est une rue en côte du quartier administratif de Saint-Laurent à Liège (Belgique) reliant la rue Jonfosse à la rue Wazon.

## Odonymie
Cette rue est indiquée dans les plus vieux plans de Liège et faisait partie de la ruelle des ânes par laquelle étaient amenées les marchandises du pont d’Avroy à l’abbaye de Saint-Laurent.
Cette rue était initialement appelée rue Basse Chevaufosse par opposition à la rue Haute Chevaufosse.  À la suite de plaintes des habitants, le 29 avril 1870, le Conseil communal substitua le nom de Chevaufosse à la rue Haute Chevaufosse et à la rue Basse Chevaufosse le nom de Monulphe.
La rue rend hommage à saint Monulphe (Monulphe de Maastricht), évêque de Maastricht au VIe siècle et/ou VIIe siècle qui, trouvant l'endroit agréable, fit bâtir un premier édifice religieux à Liège. Saint-Lambert (Lambert de Maastricht) se fit assassiner auprès de cet édifice vers 705.

## Description
Cette voie relie le bas de la ville (vallée de la Sauvenière, ancien bras de la Meuse) au sommet de la colline historique de Publémont où se situait l'abbaye Saint-Laurent. La rue pavée grimpe un côte assez raide (le pourcentage dépassant les 10%) sur une distance d'environ 345 mètres.

## Patrimoine
La rue est fréquemment bordée de hauts murs. Un de ces murs se prolonge par une tour carrée en brique et pierre de taille datée de 1652 et portant le blason et la devise Fortitudine et prudentia de l'abbé de Saint-Laurent Gérard Sany. Cette tour faisait partie de l'abbaye Saint-Laurent.

## Activités
Le long de la partie basse de la rue, le centre scolaire de Jonfosse est en fonction depuis 1914.

## Voies adjacentes
- Rue Jonfosse
- Rue Grandgagnage
- Rue Pouplin
- Rue Wazon
- Rue Saint-Laurent